# Germán Alfaro
Germán Enrique Alfaro (San Miguel de Tucumán, 21 de septiembre de 1965) es un político argentino, referente del Partido de la Justicia Social. Formó parte del Partido Justicialista, para posteriormente migrar al Partido por la Justicia Social,  el Acuerdo para el Bicentenario y de Juntos por el Cambio. Fue intendente de la ciudad de San Miguel de Tucumán entre 2015 y 2023. En 2021 fue electo senador y al día siguiente renunció a su banca para dejarle el cargo a su esposa, la diputada Beatriz Ávila.

## Primeros años
Nació el 21 de septiembre de 1965 en la ciudad de San Miguel de Tucumán, creció en el Barrio de Villa Amalia donde vivió hasta el año 2000. Realizó sus estudios primarios en el Instituto John Kennedy; sus estudios secundarios los cursó en el Liceo Militar General Araoz de Lamadrid recibiéndose de Subteniente de la Reserva. Está casado con la diputada Nacional por Tucumán, Beatriz Ávila, con quien es padre de cuatro hijos.

## Trayectoria Política
Se inició en la militancia política, siendo electo dos veces Concejal de la Ciudad de San Miguel de Tucumán por el Partido Justicialista en los períodos (1995 -1999 / 2011- 2013). También fue Legislador provincial en el período (1999-2003) y Diputado Nacional (2007-2011), y se desempeñó en dos ocasiones como secretario de Gobierno durante la intendencia de Domingo Amaya. En un debate de candidatos a Intendente organizado por el diario La Gaceta y Canal 8 (Tucumán), Alfaro entregó su declaración jurada a los periodistas para que la comparen con la declaración jurada al final de su gestión si sale electo. Luego de ser electo, y a una semana de asumir en el cargo de intendente, aclaró que la exposición pública del contenido de su declaración jurada fue sólo un "gesto político", y que la misma no se hará pública. Finalmente, un fiscal tucumano investiga la posible comisión de violaciones al Código Electoral Nacional. El fiscal imputó a la delegada del Ministerio de Desarrollo Social en Tucumán, Laura Costa.

En 2015 fue candidato y ganó la intendencia de la ciudad de San Miguel de Tucumán por el Acuerdo para el Bicentenario, una coalición política conformada la Unión Cívica Radical, Propuesta Republicana, peronistas disidentes y la Coalición Cívica ARI,  que llevaba como candidato a gobernador a José Cano. 
Asumíó su primer período como intendente el 28 de octubre de 2015, como el Intendente del Bicentenario.[cita requerida]
El 17 de octubre del año siguiente creó su propio partido, el Partido por la Justicia Social, con el que se presentó a las legislativas de ese año. Apoyó a nivel provincial a José Cano, del cual se distanciaría en 2017 tras la denuncia del fiscal Guillermo Marijuán por supuestos negociados ilícitos en Corea del Sur de un grupo de allegados a José Cano, principal referente de Cambiemos en Tucumán. En plena campaña para las elecciones legislativas de 2017, en Tafí Viejo se denunció que camiones provenientes del Ministerio de Desarrollo Social de la Nación, descargaban electrodomésticos, camas y colchones en San Miguel de Tucumán, a cargo de Alfaro quien supuestamente entregaba de manera irregular bienes del Estado nacional en vehículos particulares y camiones de la capital tucumana con la intención de "comprar votos".
En las elecciones de 2019 integró la lista Vamos Tucumán y fue reelecto intendente al imponerse en los comicios con el 41,88 por ciento de los votos.
El 31 de octubre de 2019 asumió su segundo mandato con el objetivo "de poder terminar lo comenzado, de poder devolverle a todos los vecinos lo que he recibido y estoy recibiendo como intendente, afecto y más afecto".  En las elecciones legislativas de 2021 resultó electo senador por la provincia de Tucumán. El intendente había asegurado que no era un candidato testimonial. Se presentó como candidato por Juntos por el Cambio. y luego de haber asegurado que no era candidato testimonial, renuncio a su banca para darle su lugar a su esposa Beatriz Ávila.
Se postulo a Vicegobernador de Tucumán en las Elecciones provinciales de Tucumán de 2023, con Roberto Antonio Sánchez como candidato a gobernador. Perdiendo con el 34,09% de los sufragios.
En las elecciones provinciales del 2023 promovió y apoyó la candidatura de su esposa Beatriz Ávila a la Intendencia de San Miguel de Tucumán, por Juntos por el Cambio Tucumán. En unas reñidas elecciones perdió Ávila la intendencia frente a la candidata peronista Rossana Chahla.